# Edward Edgar Pescott
Edward Edgar Pescott (11 de diciembre de 1872-31 de julio de 1954) fue un botánico australiano, aborigen de Victoria. Era el más joven de diez hijos de Thomas Trewick Pescott, carpintero, y su esposa Mary Ann Dean, ambos de Newcastle-upon-Tyne, Inglaterra.

## Algunas publicaciones

### Libros
- 1914. The native flowers of Victoria. 118 pp.
- 1928. The orchids of Victoria. Ed. Horticultural Press. 92 pp.

- La abreviatura «Pescott» se emplea para indicar a Edward Edgar Pescott como autoridad en la descripción y clasificación científica de los vegetales.[1]